# Nünalphorn
Das Nünalphorn ist ein 2385 m ü. M. hoher Berg zwischen dem Melchtal und dem Engelbergertal in der Schweiz. Es liegt auf dem Gebiet der Kantone Nidwalden und Obwalden.

## Zuordnung

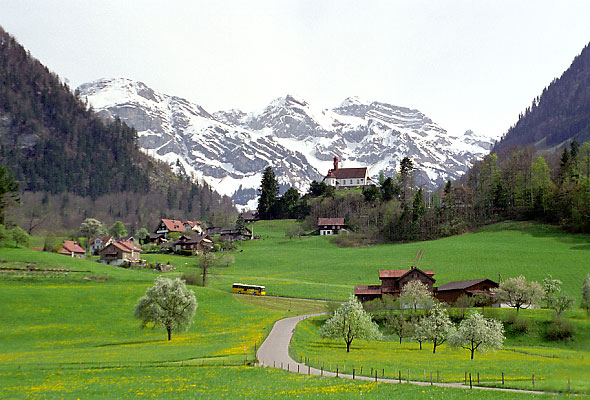
Blick auf Flüeli-Ranft, im Hintergrund die Melchtaler Berge, v. l. n. r.: Widderfeld Stock, Nünalphorn, Huetstock und Barglen

Das Nünalphorn gehört zu den Unterwaldner Voralpen und damit zu den Luzerner und Unterwaldner Voralpen (Untersektion 14.III der SOIUSA-Klassifizierung). Zusammen mit dem Widderfeld Stock, dem Huetstock und dem Barglen bildet das Nünalphorn das Panorama der Melchtalerberge, wie es vom Kantonshauptort Sarnen und von Flüeli-Ranft aus zu sehen ist.

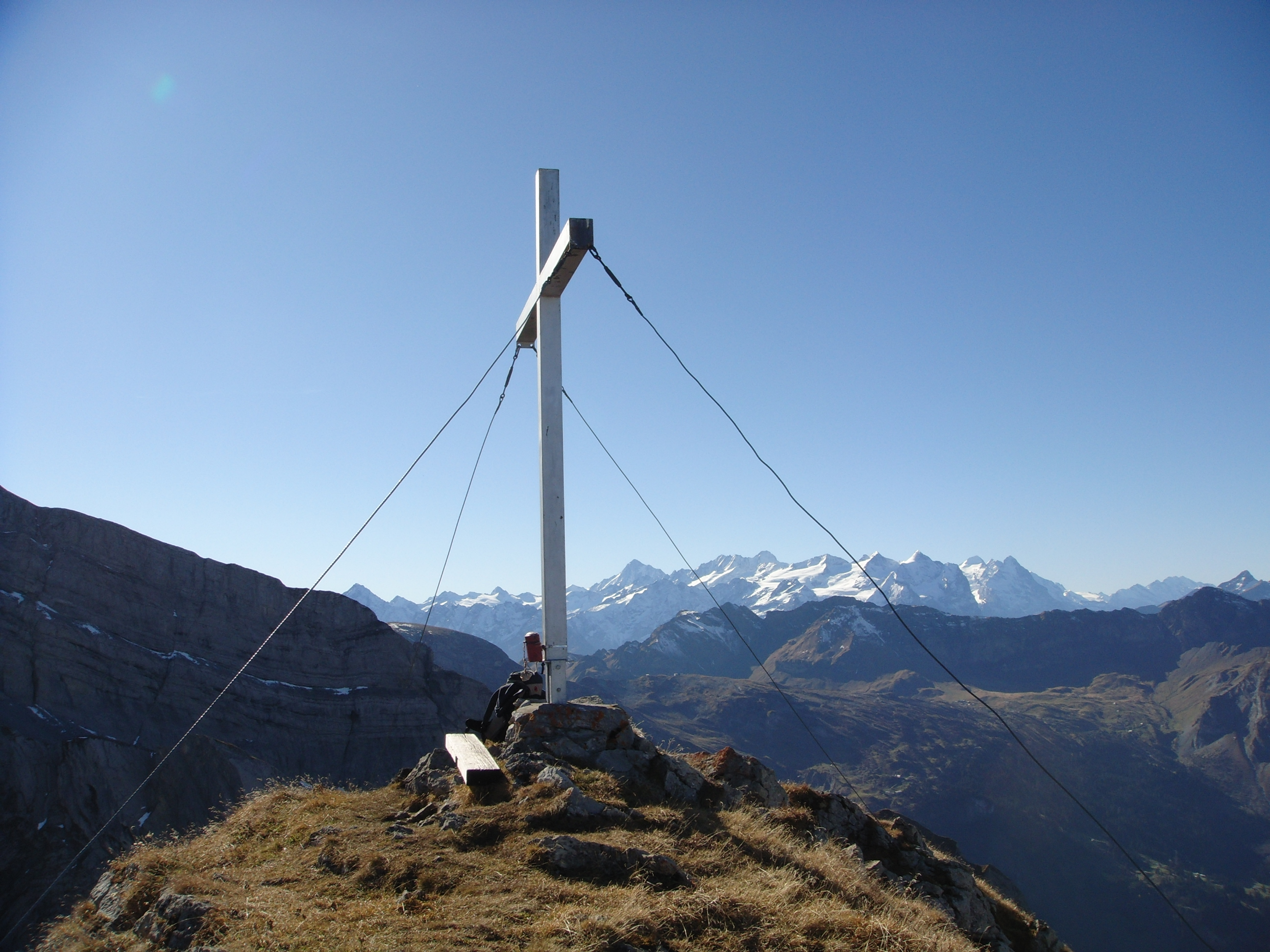
Gipfelkreuz Nünalphorn 2385 m

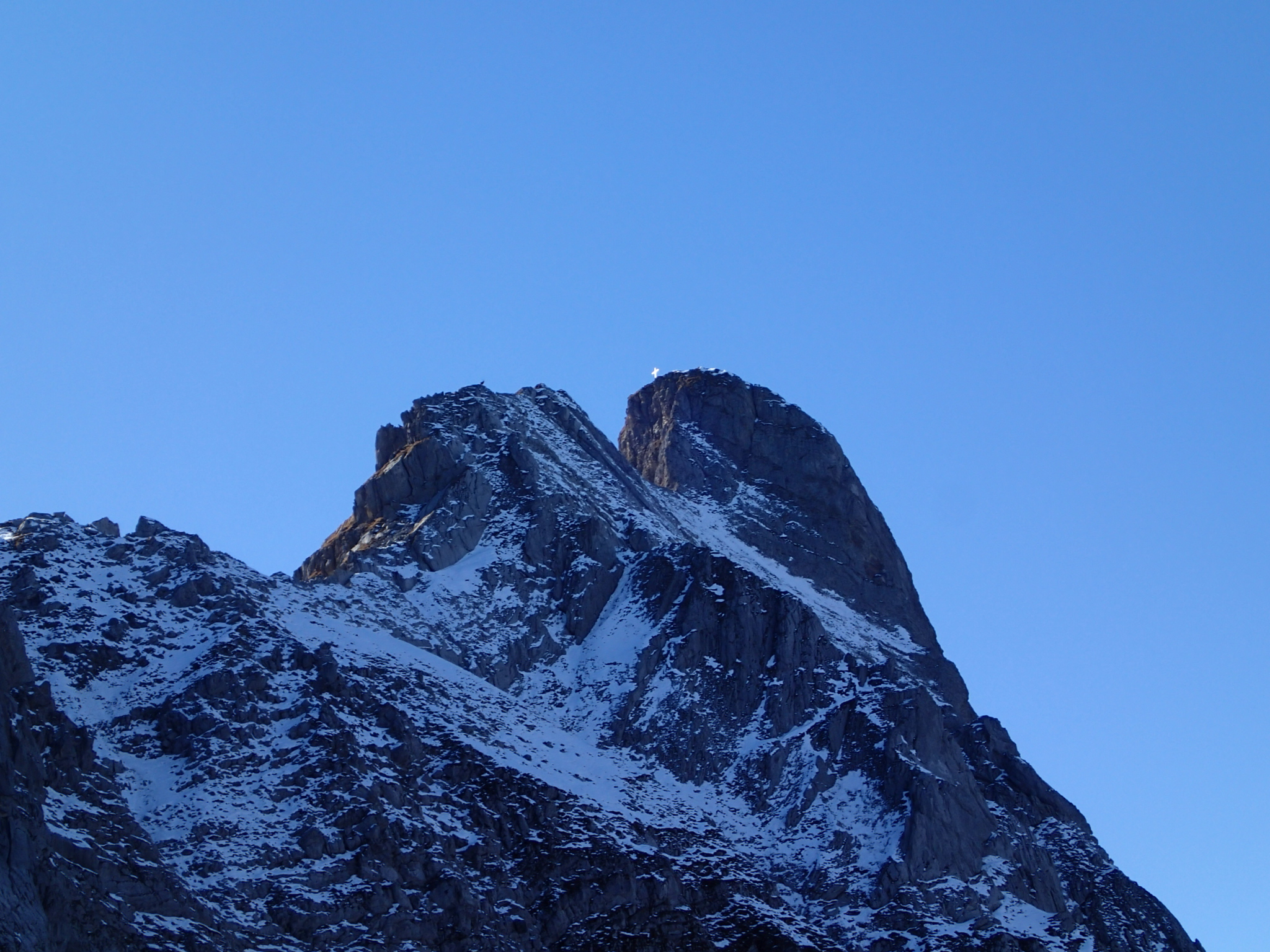
Nünalphorn von Norden her gesehen

## Situation
Der Gipfel besteht aus einem Horn, das zum Engelbergertal nach Nordosten und Südosten jeweils eine steile Abbruchkante aufweist. Von Westen her steigt eine immer steiler werdende Matte bis fast zum Gipfel, der mit einem grossen Kreuz markiert ist.
Das Nünalphorn kann vom südlich gelegenen Juchlipass (2171 m) über einen Bergwanderweg erstiegen werden. Den Juchlipass erreicht man aus dem Engelbergertal oder vom Ort Melchtal aus über die Rütialp, die Stockalp und die Nünalp (2136 m). Die Nünalp gilt als die höchstgelegene Alp der Zentralschweiz, wo im Sommer noch Käse produziert wird. Die Alphütte wurde 2014 saniert und mit einer neuen Seilbahn für Materialtransporte erschlossen. Nordöstlich liegt zwischen dem Nünalphorn und dem Widderfeld Stock der Pass Bocki-Rotisand (2204 m). Von diesem aus ist der Gipfel des Nünalphorns über eine Kletterroute zu erreichen.

## Trivia
Das Hotel Paxmontana in Flüeli-Ranft hiess seit seiner Erbauung 1896 bis 1956 Kurhaus Nünalphorn, da es einen sehr guten Ausblick auf das Nünalphorn bietet.
Im dritten Feld des Freskos «Die Landsgemeinde» von Albert Welti und Wilhelm Balmer ist das Nünalphorn abgebildet, allerdings stimmen die geographischen Relationen nicht genau mit der Wirklichkeit überein, vor allem in Bezug zu den Darstellungen in den anderen Feldern. Das Fresko von 1907 ziert den Saal des Ständerates im Bundeshaus in Bern.